# Temple of the Dog (musikalbum)
Temple of the Dog är det enda albumet som släpptes av grungebandet Temple of the Dog. Albumet släpptes den 16 april 1991 genom A&M Records.

## Låtlista
All sångtext är skriven av Chris Cornell, alla låtar är komponerade av Cornell, där intet annat anges.
| Nr           | Titel               | Musik                     | Längd |
| ------------ | ------------------- | ------------------------- | ----- |
| 1.           | Say Hello 2 Heaven  |                           | 6:22  |
| 2.           | Reach Down          |                           | 11:11 |
| 3.           | Hunger Strike       |                           | 4:03  |
| 4.           | Pushin Forward Back | Jeff Ament, Stone Gossard | 3:44  |
| 5.           | Call Me a Dog       |                           | 5:02  |
| 6.           | Times of Trouble    | Gossard                   | 5:41  |
| 7.           | Wooden Jesus        |                           | 4:09  |
| 8.           | Your Saviour        |                           | 4:02  |
| 9.           | Four Walled World   | Gossard                   | 6:53  |
| 10.          | All Night Thing     |                           | 3:52  |
| Total längd: | Total längd:        | Total längd:              | 54:59 |

| 11. | Say Hello 2 Heaven (Mixed by Adam Kasper) | 6:24 |
| 12. | Wooden Jesus (Mixed by Adam Kasper)       | 4:49 |
| 13. | All Night Thing (Mixed by Adam Kasper)    | 3:52 |

| 1.  | Say Hello 2 Heaven (Demo)              | 7:05 |
| 2.  | Reach Down (Demo)                      | 9:16 |
| 3.  | Call Me a Dog (Demo)                   | 5:51 |
| 4.  | Times of Trouble (Demo)                | 5:39 |
| 5.  | Angel On Fire (Demo)                   | 6:58 |
| 6.  | Black Cat (Demo)                       | 5:12 |
| 7.  | Times of Trouble (Instrumental) (Demo) | 4:13 |
| 8.  | Say Hello 2 Heaven (Outtake)           | 6:23 |
| 9.  | Reach Down (Outtake)                   | 9:50 |
| 10. | Pushin' Forward Back (Outtake)         | 3:30 |
| 11. | Wooden Jesus (Outtake)                 | 4:46 |
| 12. | All Night Thing (Outtake)              | 3:43 |

| 1.  | Hunger Strike (Off Ramp Cafe 11/13/90)        |  |
| 2.  | Wooden Jesus (Off Ramp Cafe 11/13/90)         |  |
| 3.  | Say Hello 2 Heaven (Off Ramp Cafe 11/13/90)   |  |
| 4.  | Reach Down (Off Ramp Cafe 11/13/90)           |  |
| 5.  | Call Me A Dog (Off Ramp Cafe 11/13/90)        |  |
| 6.  | Times Of Trouble (Off Ramp Cafe 11/13/90)     |  |
| 7.  | Say Hello 2 Heaven (12/90)                    |  |
| 8.  | Hunger Strike (Lollapalooza, Phoenix 9/08/92) |  |
| 9.  | Hunger Strike (Music Video)                   |  |
| 10. | Say Hello 2 Heaven (Alpine Valley 9/03/11)    |  |
| 11. | Wooden Jesus (Alpine Valley 9/04/11)          |  |
| 12. | Call Me A Dog (Alpine Valley 9/04/11)         |  |
| 13. | All Night Thing (Alpine Valley 9/04/11)       |  |
| 14. | Reach Down (Alpine Valley 9/04/11)            |  |
| 15. | Call Me A Dog (Benaroya Hall 1/15/15)         |  |
| 16. | Reach Down (Benaroya Hall 1/15/15)            |  |

| 1.  | Say Hello 2 Heaven (Blu-Ray Audio 5:1 Mix)   |  |
| 2.  | Reach Down (Blu-Ray Audio 5:1 Mix)           |  |
| 3.  | Hunger Strike (Blu-Ray Audio 5:1 Mix)        |  |
| 4.  | Pushin' Forward Back (Blu-Ray Audio 5:1 Mix) |  |
| 5.  | Call Me A Dog (Blu-Ray Audio 5:1 Mix)        |  |
| 6.  | Times Of Trouble (Blu-Ray Audio 5:1 Mix)     |  |
| 7.  | Wooden Jesus (Blu-Ray Audio 5:1 Mix)         |  |
| 8.  | Your Saviour (Blu-Ray Audio 5:1 Mix)         |  |
| 9.  | Four Walled World (Blu-Ray Audio 5:1 Mix)    |  |
| 10. | All Night Thing (Blu-Ray Audio 5:1 Mix)      |  |
| 11. | Say Hello 2 Heaven (Blu-Ray Audio 5:1 Mix)   |  |
| 12. | Say Hello 2 Heaven (Blu-Ray Audio 5:1 Mix)   |  |
| 13. | Hunger Strike (Blu-Ray Audio 5:1 Mix)        |  |
| 14. | Call Me A Dog (Blu-Ray Audio 5:1 Mix)        |  |
| 15. | All Night Thing (Blu-Ray Audio 5:1 Mix)      |  |
| 16. | Reach Down (Blu-Ray Audio 5:1 Mix)           |  |
| 17. | Call Me A Dog (Blu-Ray Audio 5:1 Mix)        |  |
| 18. | Reach Down (Blu-Ray Audio 5:1 Mix)           |  |

## Medlemmar
- Jeff Ament – elbas
- Matt Cameron – trummor
- Chris Cornell – banjo, munspel, sång
- Stone Gossard – gitarr
- Mike McCready – gitarr

Övriga medverkande
- Rick Parashar – orgel, piano, producent
- Eddie Vedder – bakgrundssång, sjunger också duett tillsammans med Cornell på "Hunger Strike"

## Listor USA
Album - Billboard (North America)
| År   | Lista             | Plats |
| ---- | ----------------- | ----- |
| 1992 | The Billboard 200 | 5     |
| 1992 | Heatseekers       | 5     |

Singles - Billboard (North America)
| År   | Singel               | Lista                  | Plats |
| ---- | -------------------- | ---------------------- | ----- |
| 1992 | "Hunger Strike"      | Mainstream Rock Tracks | 4     |
| 1992 | "Hunger Strike"      | Modern Rock Tracks     | 7     |
| 1993 | "Say Hello 2 Heaven" | Mainstream Rock Tracks | 5     |